# 242 до н. е.

## Магістрати-епоніми
Римська республіка консули: Гай Лутацій Катул та Авл Постумій Альбін.